# Parafia św. Rajmunda w Hańsku
Parafia Świętego Rajmunda w Hańsku – parafia rzymskokatolicka w Hańsku.
Parafia erygowana w 1921. Kościół parafialny murowany, wybudowany w 1887 jako cerkiew prawosławna, w 1919 rewindykowany na rzecz katolików.
Terytorium parafii obejmuje: Bukowski Las, Hańsk Drugi, Hańsk-Kolonię, Hańsk Pierwszy, Konstantynówkę, Krychów, Kulczyn-Kolonię, Rudkę Łowiecką, Stary Majdan, Szcześniki, Ujazdów, Wojciechów oraz Żdżarkę.